# オゴデイ
オゴデイ（Ögödei、Ögedei）は、モンゴル帝国の第2代皇帝（カアン、ハーン）。モンゴル帝国の君主で初めて自らの君主号をカンに代えてカアン（Qa'an＜Qaγan）と名乗った人物と考えられている。
漢語表記では窩闊台、月闕台など。資料によっては、哈罕皇帝/合罕皇帝（カアン皇帝）とも書かれる（後述）。モンゴル帝国時代のウイグル文字モンゴル語文や前近代の古典モンゴル語文では 'WYK'D'Y Q'Q'N/Ögedei Qaγan、パスパ文字モンゴル語文では "ö-kˋö-däḙ q·a-n/Öködeï Qa'an 。ペルシア語表記では『集史』などでは اوگتاى قاآن Ūgtāy Qā'ān 、『五族譜』では اوُكَدى خان Ūkaday Khān などと綴られる。オゴタイ、エゲデイは、日本語表記。元朝によって贈られた廟号は太宗、諡は英文皇帝。
チンギス・カンの三男。母はボルテ。ジョチ、チャガタイの弟、トルイの兄。

## 生涯

### 即位以前

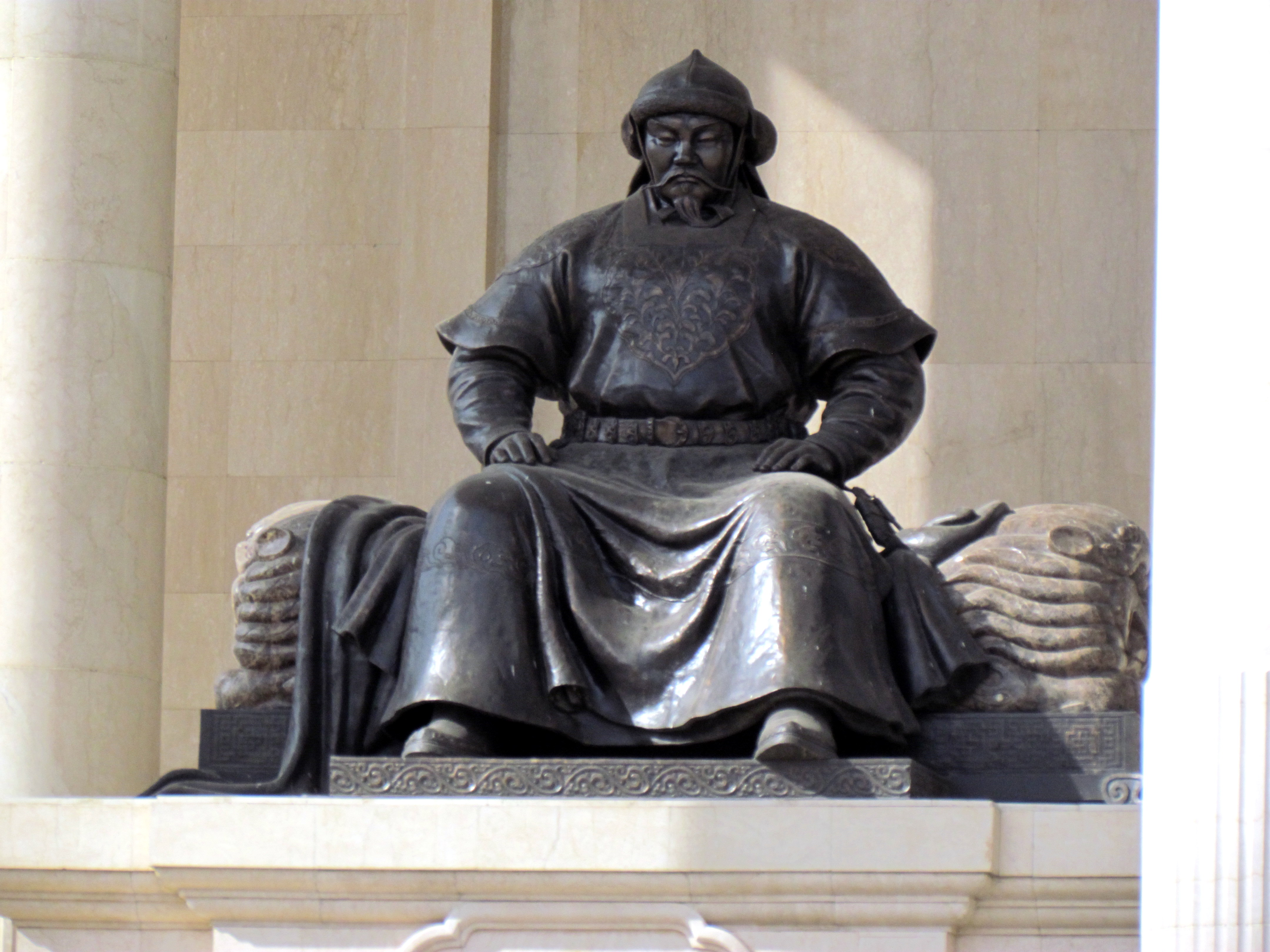
モンゴル国政府宮殿 正面向かって左に鎮座するオゴデイ像

父帝・チンギス・カンに従ってモンゴル統一や金遠征、大西征に従った。特に大西征においてはホラズム・シャー朝の討伐で戦功を挙げ、その功績によりナイマン部の所領を与えられた（オゴデイ・ウルス）。オゴデイにはジョチとチャガタイという2人の有能な兄がいたが、ジョチは出生疑惑をめぐるチャガダイとの不和から、チャガタイは気性が激しすぎるところからチンギス・カンから後継者として不適格と見なされていた。オゴデイは温厚で、一族の和をよくまとめる人物であったため、父から後継者として指名された。
1227年の父帝・チンギス・カンの崩御後、モンゴル内部では末子相続の慣習に従ってオゴデイの弟でチンギス・カンの末子に当たるトルイを後継者に求める声があった。これは、慣習だけではなくトルイ自身が智勇兼備の名将であったうえ、周囲からの人望も厚かったこと、父時代に立てた多数の武勲などが要因であるが、トルイはこれを固辞してあくまで父の指名に従うと表明し、1229年9月13日のクリルタイでオゴデイはチャガタイやトルイの協力のもと、第2代モンゴル皇帝に即位することとなった。この時から「カアン」の称号が用いられることになったという。

### 皇帝として

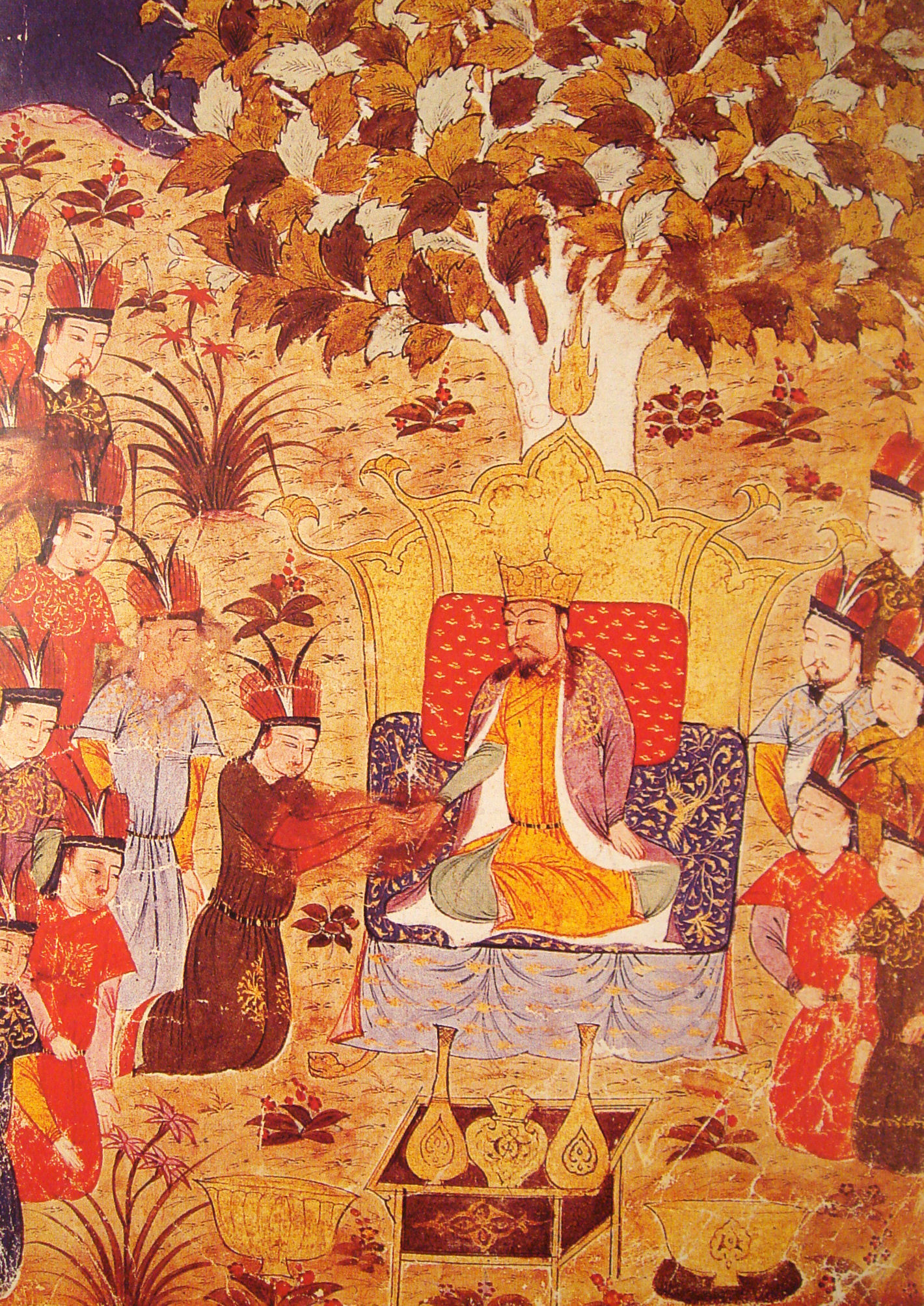
オゴデイの即位（『集史』より）

その後、オゴデイは父の覇業を受け継ぐべく積極的な領土拡大を行なった。1232年にはトルイの活躍で金の名将・完顔陳和尚率いる金軍を壊滅させ、1234年までに金を完全に滅ぼした（第二次対金戦争）。
さらに1235年、首都としてカラコルムの建設を行い、同地でクリルタイを開催した。南宋方面とキプチャク草原からルーシ・東欧に至る西方遠征の二大遠征と、あわせて高麗、カシュミールへの遠征計画を決議した。南方遠征（モンゴル・南宋戦争）については、総司令として中央軍を三男のクチュに任じて山西経由で南下させ、次男コデン率いる西路軍を陝西・四川方面へ派遣しこれを征服させた。1236年からは甥でジョチ家の当主であったバトゥを総司令官とし、功臣スブタイを宿将としつつ長男グユクやトルイ家の当主モンケなど各モンゴル王家の後継者クラスの王族たちを派遣し、ヴォルガ・ブルガール、キプチャク、アラン諸部族、カフカス北部（en:Mongol invasions of Georgia and Armenia、en:Mongol invasions of Chechnya参照）、ルーシ諸国、ポーランド王国（ピャスト朝）、ハンガリー王国（アールパード朝）など東欧の大半までを制圧するに至った。しかし、南宋に送り出した遠征軍は、皇太子のクチュが陣中で薨御したために失敗に終わった。
内政面においては父時代からの大功臣・ウイグル人財務総監チンカイやマフムード・ヤラワチ、耶律楚材らを重用し、全国に駅伝制を導入して領土が拡大した帝国内の連絡密度を高めた。またオルホン河畔に首都・カラコルムを建設し、農耕地、都市部の管轄のために中書省を設けた。貨幣制度においては、金の制度を引き継ぐかたちで紙幣の交鈔を発行して銅の不足に対応した。しかし相次ぐ対外遠征や新首都建設などからの財政悪化、さらには急激に拡大しすぎた領土間の連絡が密に取れず、次第に帝国の一族間における分裂などが顕著になったこと、そして何よりも長男グユクとバトゥの対立が決定的となって一族間に不和が生まれたこと、課題もあった。
さらに、『集史』などによれば、後継者の最有力候補であった三男クチュが早世したため、オゴデイは父チンギス・カンのように自分の息子から後継者を指名せず、クチュの長男のシレムンを後継者としていたという。しかし、シレムンはいまだ若年であり、壮年の王族はオゴデイの息子たちはもとより、ジョチ家やトルイ家、チャガタイ家にも大勢いた。オゴデイは即位の時にオゴデイ裔に皇位継承権が固定されるよう各王家に誓詞（möčelge）を提出させていたという。
1241年12月7日に「大猟」を催し、同月10日にウテグ・クラン山というところで幕営して深夜まで飲酒に興じていたが、翌朝、1241年12月11日に寝床で絶命していたという。享年56。『集史』や『元史』などでは過度の酒色で健康を害して崩御してしまったと述べられている。崩御後はチンギス・カン、ボルテと同じく起輦谷に葬られた。
生前、オゴデイはシレムン、あるいは甥にあたるトルイ家のモンケを後継者として考えていたらしい。しかしオゴデイの崩御後、皇后のドレゲネによる巧みな政治工作でグユクが第3代カアンに選出された。

## 名称について

### 名前
オゴデイの名前表記は複数あり、下記に示すように決定的なものはない。
古典モンゴル語文に従えば「ウゲデイ（Ögedei）」、パスパ文字モンゴル語文に従えば「ウクデイ（Öködeï）」、『集史』に従えば「ウグタイ（Ūgtāy）、『五族譜』に従えば「ウカダイ（Ūkaday）」となる。

### 「カアン」号
次代のグユクがローマ教皇インノケンティウス4世に宛てた1246年11月上旬の日付けを持つ親書がバチカンに現存するが、書簡中でグユクは祖父チンギス・カンと自らを「 جنكيز خان Chingiz khān（チンギス・ハン）」と「 خان  khān（ハン）」とそれぞれ称しており、父オゴデイには「 قاآن Qā'ān（カアン）」という称号で呼んでいる。同様の書き分けは1260年に書かれたジュワイニーの『世界征服者史』や14世紀初頭のラシードゥッディーンの『集史』などのモンゴル帝国時代のペルシア語資料にも見られ、さらに華北の漢語やウイグル文字、クビライ治世以降のパスパ文字などによるモンゴル語碑文資料にもこの種の書き分けが見られる。しかしモンケ以後クビライ家の独占するところとなったチンギス・ハン家の宗主である「モンゴル皇帝」＝ハーン位にあった全ての人物は「 Qā'ān（カアン）」の称号で呼ばれている。オゴデイはモンゴル皇帝で「カアン」号を称した最初の人物と目される。オゴデイ治世中に華北の全真教や仏教寺院などに建立された碑文には「窩闊台皇帝」以外に、「哈罕皇帝/合罕皇帝」（カアン皇帝）とも書かれており、父のチンギス・カンが「成吉思皇帝」、息子のグユクも「谷由皇帝」と名前がそのまま音写されて呼ばれたことと対照的に、「カアン」単独で呼ばれている。

## 宗室
系譜情報については『集史』などイルハン朝、ティムール朝時代の資料に準拠。漢字表記は『元史』「后妃表」による。

### 妻妾
オゴデイの皇后のうち、大ハトゥンは4人いたと考えられている。
皇后
- ボラクチン（正宮　孛剌合真皇后）
- モゲ（昂灰二皇后）
- キョルゲネ（闊里桀三皇后）チンギス・カンから相続。
- ドレゲネ（脱列哥那六皇后）

その他側室
- ジェジン
- エルゲネ[注釈 2]（業里訖納妃子[注釈 3]）

### 男子
息子たちについては『集史』『元史』ではともに7人とする。
- 長男　グユク
- 次男　コデン
- 三男　クチュ[注釈 5] - シレムンの父
- 四男　カラチャル
- 五男　カシン（モンゴル語: ᠺᠠᠱᠢᠨ、転写: Kašin） - カイドゥの父
- 六男　カダアン・オグル
- 七男　メリク